# Kožíkov vrch
Kožíkov vrch je přírodní památka v katastrálním území obce Vrbovce v okrese Myjava v Trenčínském kraji na Slovensku. Území bylo vyhlášeno v roce 1990 a jeho rozloha je 2,83 hektaru. Předmětem ochrany jsou poslední zbytky původních lučních společenstev, nezasažených intenzifikací zemědělství. Tvoří tak útočiště lučních vstavačovitých rostlin v nižších polohách flyše Bílých Karpat.